# Pete Wicks
Peter James Wicks (Harlow, Essex, 1 de noviembre de 1988) es una personalidad de televisión británico que formó parte del reparto de la serie de telerrealidad de ITVBe, The Only Way Is Essex. Entre septiembre y diciembre de 2024, fue concursante en la vigesimosegunda temporada de Strictly Come Dancing, en pareja con la bailarina profesional Jowita Przystał.

## Vida y carrera
Wicks nació el 1 de noviembre de 1988 en Harlow, Essex. En 2015, se unió al reparto de The Only Way Is Essex para su decimoquinta temporada. Entre 2016 y 2017 mantuvo una relación con Megan McKenna, estrella de Ex on the Beach.
En 2018, Wicks fue concursante en Celebrity Island with Bear Grylls. En 2019, apareció en la sexta temporada de Celebs Go Dating. Regresó a la serie al año siguiente durante la pandemia de COVID-19 para aparecer en Celebs Go Virtual Dating. Más tarde en 2020, fue concursante en Celebrity MasterChef. En abril de 2021, se unió a The Celebrity Circle junto a su mejor amigo Sam Thompson para jugar a conseguir dinero con fines benéficos haciendo catfishing a la presentadora de Countdown, Rachel Riley. Quedaron como subcampeones de la serie. En 2022, Wicks apareció en un episodio de Tipping Point: Lucky Stars y apareció en la cuarta temporada de Celebrity SAS: Who Dares Wins. Fue retirado médicamente debido a una lesión. También ha aparecido como invitado en series de televisión como Joe Lycett's Got Your Back, CelebAbility, Sunday Brunch, Celebrity Juice, y Supermarket Sweep. Apareció en Celebs Go Dating por tercera vez en 2022. En 2023, Wicks participó en la edición navideña de The Real Full Monty.
Desde 2022, Wicks es copresentadora del podcast Staying Relevant con Sam Thompson. En 2024 está prevista una gira en directo.
Entre marzo y abril de 2024, Wicks apareció en The Underdog: Josh Must Win, emitido en Channel 4 junto a Nick Grimshaw, Vicky Pattinson y Amber Rose Gill. Entre septiembre y diciembre de 2024, Wicks fue concursante en la vigesimosegunda temporada de Strictly Come Dancing, en pareja con la bailarina profesional Jowita Przystał, siendo eliminados en la semifinal y finalizando en el quinto puesto.

## Filmografía
| Año        | Título                            | Notas                                     |
| ---------- | --------------------------------- | ----------------------------------------- |
| 2015–2022  | The Only Way Is Essex             | Serie regular                             |
| 2018       | Celebrity Island with Bear Grylls | Concursante                               |
| 2019, 2022 | Celebs Go Dating                  | Miembro del reparto; temporadas 6 y 11    |
| 2020       | Celebrity MasterChef              | Concursante; temporada 15                 |
| 2020       | Celebs Go Virtual Dating          | Virtual; debido a la pandemia de COVID-19 |
| 2021       | The Celebrity Circle              | Concursante; tercer lugar                 |
| 2022       | Celebrity SAS: Who Dares Wins     | Concursante; temporada 4                  |
| 2023       | The Real Full Monty: Jingle Balls | Miembro del reparto                       |
| 2024       | Celebrity SAS: Who Dares Wins     | Concursante; temporada 6                  |
| 2024       | The Underdog: Josh Must Win       | Panelista                                 |
| 2024       | Strictly Come Dancing             | Concursante; temporada 22                 |
| 2025       | For Dogs' Sake                    | Serie documental; U&W                     |

## Libros
- Never Enough: My words unfiltered (septiembre de 2024)
- Wicks, Pete (22 de febrero de 2018). For the Love of Frenchies: The Dogs that Changed my Life (en inglés). Random House. ISBN 978-0-7535-4900-1.